# لاوار بال
لاوار بال (انگلیسی: LaVar Ball؛ زادهٔ ۲۳ اکتبر ۱۹۶۷) بازیکن فوتبال آمریکایی، کارآفرین و بازیکن بسکتبال اهل ایالات متحده آمریکا است، که در سال ۲۰۱۶ شرکت تجهیزات ورزشی بیگ بالر برند را تأسیس کرد.